# The Suburbs
The Suburbs is het derde studioalbum van de Canadese rockband Arcade Fire. Het album werd in het Verenigd Koninkrijk en de Verenigde Staten respectievelijk op 2 en 3 augustus 2010 uitgegeven. Het album is mede-geproduceerd door Markus Dravs en de band zelf. Arcade Fire is tussen 2008 en 2010 bezig geweest met het album. Deze sessies vonden plaats in Montreal en New York.
In mei 2010 werd een nieuw album bekendgemaakt. Via de Arcade Fire-website liet de band weten dat het album The Suburbs ging heten. Het album kreeg acht verschillende hoezen. Alle versies bestonden uit het Arcade Fire-logo en dezelfde auto, maar elk met een andere achtergrond van een buitenwijk. De titel van het album is mede te danken aan de opvoeding van Win en Will Butler, die deze in Houston doorbrachten. De gebroeders Butler, die in een klein dorp in Californië waren geboren, verhuisden op jonge leeftijd naar een buitenwijk in Houston. Win Butler: "Veel van mijn helden, van Bob Dylan tot Joe Strummer waren kinderen uit een buitenwijk die moesten doen alsof ze iets voorstelden. Praten over een belevenis en niet doen alsof is wat we doen op The Suburbs".

## Nummers
| 1.                 | The Suburbs                            | 5:15 |
| 2.                 | Ready to Start                         | 4:15 |
| 3.                 | Modern Man                             | 4:40 |
| 4.                 | Rococo                                 | 3:57 |
| 5.                 | Empty Room                             | 2:52 |
| 6.                 | City with No Children                  | 3:11 |
| 7.                 | Half Light I                           | 4:14 |
| 8.                 | Half Light II (No Celebration)         | 4:27 |
| 9.                 | Suburban War                           | 4:41 |
| 10.                | Month of May                           | 3:50 |
| 11.                | Wasted Hours                           | 3:21 |
| 12.                | Deep Blue                              | 4:28 |
| 13.                | We Used to Wait                        | 5:01 |
| 14.                | Sprawl I (Flatland)                    | 2:51 |
| 15.                | Sprawl II (Mountains Beyond Mountains) | 5:18 |
| 16.                | The Suburbs (Continued)                | 1:27 |
| Totale duur: 63:51 |                                        |      |

## Hitnoteringen

### NederlandseAlbum Top 100
| Hitnotering: (Week 1 t/m 15) 07-08-2010 t/m 13-11-2010 Hitnotering: (Week 16 t/m 21) 25-12-2010 t/m 29-01-2011 Hitnotering: (Week 22 t/m 26) 12-02-2011 t/m 12-03-2011 Hitnotering: (Week 27 t/m 28) 03-09-2011 t/m 10-09-2011 | Hitnotering: (Week 1 t/m 15) 07-08-2010 t/m 13-11-2010 Hitnotering: (Week 16 t/m 21) 25-12-2010 t/m 29-01-2011 Hitnotering: (Week 22 t/m 26) 12-02-2011 t/m 12-03-2011 Hitnotering: (Week 27 t/m 28) 03-09-2011 t/m 10-09-2011 | Hitnotering: (Week 1 t/m 15) 07-08-2010 t/m 13-11-2010 Hitnotering: (Week 16 t/m 21) 25-12-2010 t/m 29-01-2011 Hitnotering: (Week 22 t/m 26) 12-02-2011 t/m 12-03-2011 Hitnotering: (Week 27 t/m 28) 03-09-2011 t/m 10-09-2011 | Hitnotering: (Week 1 t/m 15) 07-08-2010 t/m 13-11-2010 Hitnotering: (Week 16 t/m 21) 25-12-2010 t/m 29-01-2011 Hitnotering: (Week 22 t/m 26) 12-02-2011 t/m 12-03-2011 Hitnotering: (Week 27 t/m 28) 03-09-2011 t/m 10-09-2011 | Hitnotering: (Week 1 t/m 15) 07-08-2010 t/m 13-11-2010 Hitnotering: (Week 16 t/m 21) 25-12-2010 t/m 29-01-2011 Hitnotering: (Week 22 t/m 26) 12-02-2011 t/m 12-03-2011 Hitnotering: (Week 27 t/m 28) 03-09-2011 t/m 10-09-2011 | Hitnotering: (Week 1 t/m 15) 07-08-2010 t/m 13-11-2010 Hitnotering: (Week 16 t/m 21) 25-12-2010 t/m 29-01-2011 Hitnotering: (Week 22 t/m 26) 12-02-2011 t/m 12-03-2011 Hitnotering: (Week 27 t/m 28) 03-09-2011 t/m 10-09-2011 | Hitnotering: (Week 1 t/m 15) 07-08-2010 t/m 13-11-2010 Hitnotering: (Week 16 t/m 21) 25-12-2010 t/m 29-01-2011 Hitnotering: (Week 22 t/m 26) 12-02-2011 t/m 12-03-2011 Hitnotering: (Week 27 t/m 28) 03-09-2011 t/m 10-09-2011 | Hitnotering: (Week 1 t/m 15) 07-08-2010 t/m 13-11-2010 Hitnotering: (Week 16 t/m 21) 25-12-2010 t/m 29-01-2011 Hitnotering: (Week 22 t/m 26) 12-02-2011 t/m 12-03-2011 Hitnotering: (Week 27 t/m 28) 03-09-2011 t/m 10-09-2011 | Hitnotering: (Week 1 t/m 15) 07-08-2010 t/m 13-11-2010 Hitnotering: (Week 16 t/m 21) 25-12-2010 t/m 29-01-2011 Hitnotering: (Week 22 t/m 26) 12-02-2011 t/m 12-03-2011 Hitnotering: (Week 27 t/m 28) 03-09-2011 t/m 10-09-2011 | Hitnotering: (Week 1 t/m 15) 07-08-2010 t/m 13-11-2010 Hitnotering: (Week 16 t/m 21) 25-12-2010 t/m 29-01-2011 Hitnotering: (Week 22 t/m 26) 12-02-2011 t/m 12-03-2011 Hitnotering: (Week 27 t/m 28) 03-09-2011 t/m 10-09-2011 | Hitnotering: (Week 1 t/m 15) 07-08-2010 t/m 13-11-2010 Hitnotering: (Week 16 t/m 21) 25-12-2010 t/m 29-01-2011 Hitnotering: (Week 22 t/m 26) 12-02-2011 t/m 12-03-2011 Hitnotering: (Week 27 t/m 28) 03-09-2011 t/m 10-09-2011 | Hitnotering: (Week 1 t/m 15) 07-08-2010 t/m 13-11-2010 Hitnotering: (Week 16 t/m 21) 25-12-2010 t/m 29-01-2011 Hitnotering: (Week 22 t/m 26) 12-02-2011 t/m 12-03-2011 Hitnotering: (Week 27 t/m 28) 03-09-2011 t/m 10-09-2011 | Hitnotering: (Week 1 t/m 15) 07-08-2010 t/m 13-11-2010 Hitnotering: (Week 16 t/m 21) 25-12-2010 t/m 29-01-2011 Hitnotering: (Week 22 t/m 26) 12-02-2011 t/m 12-03-2011 Hitnotering: (Week 27 t/m 28) 03-09-2011 t/m 10-09-2011 | Hitnotering: (Week 1 t/m 15) 07-08-2010 t/m 13-11-2010 Hitnotering: (Week 16 t/m 21) 25-12-2010 t/m 29-01-2011 Hitnotering: (Week 22 t/m 26) 12-02-2011 t/m 12-03-2011 Hitnotering: (Week 27 t/m 28) 03-09-2011 t/m 10-09-2011 | Hitnotering: (Week 1 t/m 15) 07-08-2010 t/m 13-11-2010 Hitnotering: (Week 16 t/m 21) 25-12-2010 t/m 29-01-2011 Hitnotering: (Week 22 t/m 26) 12-02-2011 t/m 12-03-2011 Hitnotering: (Week 27 t/m 28) 03-09-2011 t/m 10-09-2011 | Hitnotering: (Week 1 t/m 15) 07-08-2010 t/m 13-11-2010 Hitnotering: (Week 16 t/m 21) 25-12-2010 t/m 29-01-2011 Hitnotering: (Week 22 t/m 26) 12-02-2011 t/m 12-03-2011 Hitnotering: (Week 27 t/m 28) 03-09-2011 t/m 10-09-2011 | Hitnotering: (Week 1 t/m 15) 07-08-2010 t/m 13-11-2010 Hitnotering: (Week 16 t/m 21) 25-12-2010 t/m 29-01-2011 Hitnotering: (Week 22 t/m 26) 12-02-2011 t/m 12-03-2011 Hitnotering: (Week 27 t/m 28) 03-09-2011 t/m 10-09-2011 |
| Week: | 1 | 2 | 3 | 4 | 5 | 6 | 7 | 8 | 9 | 10 | 11 | 12 | 13 | 14 | 15 | |
| --- | --- | --- | --- | --- | --- | --- | --- | --- | --- | --- | --- | --- | --- | --- | --- | --- |
| Positie: | 5 | 4 | 7 | 15 | 14 | 20 | 35 | 42 | 55 | 58 | 65 | 88 | 95 | 100 | 95 | uit |
| Week: | 16 | 17 | 18 | 19 | 20 | 21 | | 22 | 23 | 24 | 25 | 26 | | 27 | 28 | |
| Positie: | 98 | 76 | 82 | 30 | 70 | 72 | uit | 98 | 59 | 75 | 95 | 90 | uit | 96 | 83 | uit |

### VlaamseUltratop 100Albums
| Hitnotering: 07-08-2010 t/m 24-09-2011 | Hitnotering: 07-08-2010 t/m 24-09-2011 | Hitnotering: 07-08-2010 t/m 24-09-2011 | Hitnotering: 07-08-2010 t/m 24-09-2011 | Hitnotering: 07-08-2010 t/m 24-09-2011 | Hitnotering: 07-08-2010 t/m 24-09-2011 | Hitnotering: 07-08-2010 t/m 24-09-2011 | Hitnotering: 07-08-2010 t/m 24-09-2011 | Hitnotering: 07-08-2010 t/m 24-09-2011 | Hitnotering: 07-08-2010 t/m 24-09-2011 | Hitnotering: 07-08-2010 t/m 24-09-2011 | Hitnotering: 07-08-2010 t/m 24-09-2011 | Hitnotering: 07-08-2010 t/m 24-09-2011 | Hitnotering: 07-08-2010 t/m 24-09-2011 | Hitnotering: 07-08-2010 t/m 24-09-2011 | Hitnotering: 07-08-2010 t/m 24-09-2011 | Hitnotering: 07-08-2010 t/m 24-09-2011 | Hitnotering: 07-08-2010 t/m 24-09-2011 | Hitnotering: 07-08-2010 t/m 24-09-2011 | Hitnotering: 07-08-2010 t/m 24-09-2011 | Hitnotering: 07-08-2010 t/m 24-09-2011 | Hitnotering: 07-08-2010 t/m 24-09-2011 |
| Week:                                  | 1                                      | 2                                      | 3                                      | 4                                      | 5                                      | 6                                      | 7                                      | 8                                      | 9                                      | 10                                     | 11                                     | 12                                     | 13                                     | 14                                     | 15                                     | 16                                     | 17                                     | 18                                     | 19                                     | 20                                     | 21                                     |
| -------------------------------------- | -------------------------------------- | -------------------------------------- | -------------------------------------- | -------------------------------------- | -------------------------------------- | -------------------------------------- | -------------------------------------- | -------------------------------------- | -------------------------------------- | -------------------------------------- | -------------------------------------- | -------------------------------------- | -------------------------------------- | -------------------------------------- | -------------------------------------- | -------------------------------------- | -------------------------------------- | -------------------------------------- | -------------------------------------- | -------------------------------------- | -------------------------------------- |
| Positie:                               | 6                                      | 1                                      | 2                                      | 5                                      | 8                                      | 4                                      | 14                                     | 15                                     | 19                                     | 29                                     | 31                                     | 33                                     | 47                                     | 52                                     | 63                                     | 59                                     | 78                                     | 86                                     | 82                                     | 79                                     | 57                                     |
| Week:                                  | 22                                     | 23                                     | 24                                     | 25                                     | 26                                     | 27                                     | 28                                     | 29                                     | 30                                     | 31                                     | 32                                     | 33                                     | 34                                     | 35                                     | 36                                     | 37                                     | 38                                     | 39                                     | 40                                     | 41                                     | 42                                     |
| Positie:                               | 55                                     | 43                                     | 44                                     | 50                                     | 33                                     | 36                                     | 30                                     | 42                                     | 15                                     | 16                                     | 25                                     | 32                                     | 39                                     | 46                                     | 61                                     | 62                                     | 63                                     | 75                                     | 84                                     | 75                                     | 71                                     |
| Week:                                  | 43                                     | 44                                     | 45                                     | 46                                     | 47                                     | 48                                     | 49                                     | 50                                     | 51                                     | 52                                     | 53                                     | 54                                     | 55                                     | 56                                     | 57                                     | 58                                     | 59                                     | 60                                     |                                        |                                        |                                        |
| Positie:                               | 75                                     | 68                                     | 74                                     | 68                                     | 77                                     | 65                                     | 40                                     | 37                                     | 41                                     | 50                                     | 47                                     | 47                                     | 61                                     | 71                                     | 92                                     | 79                                     | 86                                     | 62                                     | uit                                    |                                        |                                        |